# Tranziția la energia regenerabilă

Progresul actual al tranziției energetice la energia regenerabilă: Combustibilii fosili precum cărbunele, petrolul și gazele naturale rămân în continuare sursele primare de energie la nivel mondial, chiar dacă energiile regenerabile sunt în creștere

Tranziția la energie regenerabilă este o schimbare structurală majoră a alimentării cu energie⁠(d) și a consumului într-un sistem energetic. În prezent, se desfășoară o tranziție către energia durabilă pentru a limita schimbările climatice. Cea mai mare parte a energiei durabile este energie regenerabilă. Tranziția actuală urmărește să reducă emisiile de gaze cu efect de seră din energie rapid și durabil, mai ales prin reducerea treptată a combustibililor fosili și modificarea a cât mai multor procese posibile de a opera cu energie electrică produsă cu emisii scăzute de carbon. Probabil o tranziție energetică anterioară a avut loc în timpul revoluției industriale din 1760 încoace, de la lemn și altă biomasă la cărbune, urmată de petrol și, mai târziu, de gazele naturale.
Peste trei sferturi din nevoile de energie ale lumii⁠(d) sunt satisfăcute prin arderea combustibililor fosili, dar această utilizare emite gaze cu efect de seră. Producția și consumul de energie sunt responsabile pentru majoritatea emisiilor de gaze cu efect de seră cauzate de om. Pentru a îndeplini obiectivele Acordului de la Paris din 2015 privind schimbările climatice, emisiile trebuie reduse cât mai curând posibil și să atingă zero emisii nete până la jumătatea secolului. De la sfârșitul anilor 2010, tranziția la energie regenerabilă a fost, susținută de piața energiei regenerabile⁠(d) prin costul în scădere rapidă atât pentru energia solară cât și pentru cea eoliană. După 2024, energia curată este mai ieftină ca niciodată. Prețurile globale ale modulelor solare au scăzut cu 35 % la mai puțin de 9 cenți/kWh. Centralele electrovoltaice cu baterii au avut cel mai scăzut preț din ultimii șapte ani. Un alt beneficiu al tranziției energetice este potențialul său de a reduce impactul asupra mediului al industriei energetice⁠(d) și asupra sănătății.
Încălzirea, ventilația și aerul condiționat este în curs de electrificare, pompele de căldură fiind de departe cea mai eficientă tehnologie. Pentru a îmbunătăți flexibilitatea rețelelor electrice, instalațiile de stocare a energiei și superrețelele⁠(d) sunt vitale pentru a permite utilizarea energiilor variabile, dependente de vreme. Însă  subvenționarea combustibililor fosili încetinește tranziția energetică.

## Definiție
O tranziție energetică este o schimbare amplă în tehnologii și comportamente care sunt necesare pentru a înlocui o sursă de energie cu alta.:202–203 Un exemplu istoric este trecerea de la un sistem preindustrial bazat pe biomasă tradițională (lemn), vânt, apă și forța musculară la un sistem industrial caracterizat prin mecanizare generalizată, acționări cu abur și utilizarea cărbunelui.
IPCC nu definește „tranziția energetică” în glosarul din Al șaselea raport de evaluare, dar definește „tranziția” astfel: „Procesul de schimbare de la un stare sau o situație la alta într-o anumită perioadă de timp. Tranziția poate avea loc pentru indivizi, firme, orașe, regiuni și națiuni și se poate baza pe schimbări treptate sau pe transformări.”.

## Evoluția termenului
După criza petrolului din 1973, termenul „tranziție energetică” a fost inventat de politicieni și mass-media. A fost popularizat de președintele SUA Jimmy Carter în Discursul său din 1977 privind energia, îndemnând „să privim înapoi în istorie pentru a înțelege problema noastră energetică. De două ori în ultimele câteva sute de ani, a existat o tranziție în modul în care oamenii folosesc energia... Deoarece acum suntem pe cale să rămânem fără benzină și petrol, trebuie să ne pregătim strict pentru o a treia schimbare, economisirea energiei și o utilizare nouă a cărbunelui și a surselor de energie regenerabilă, cum ar fi energia solară”. Termenul a fost globalizat după al doilea șoc petrolier, din 1979, în timpul Conferinței Națiunilor Unite din 1981 privind sursele noi și regenerabile de energie.
Din anii 1990 dezbaterile privind tranziția energetică au luat din ce în ce mai mult în considerare atenuarea schimbărilor climatice. Părțile la acord s-au angajat „să limiteze încălzirea globală „mult sub 2 °C, de preferință 1,5 °C în comparație cu nivelurile preindustriale”. Acest lucru necesită o tranziție energetică rapidă cu o schimbare descendentă a producției de combustibili fosili pentru a se menține în bugetul de emisii de carbon⁠(d).

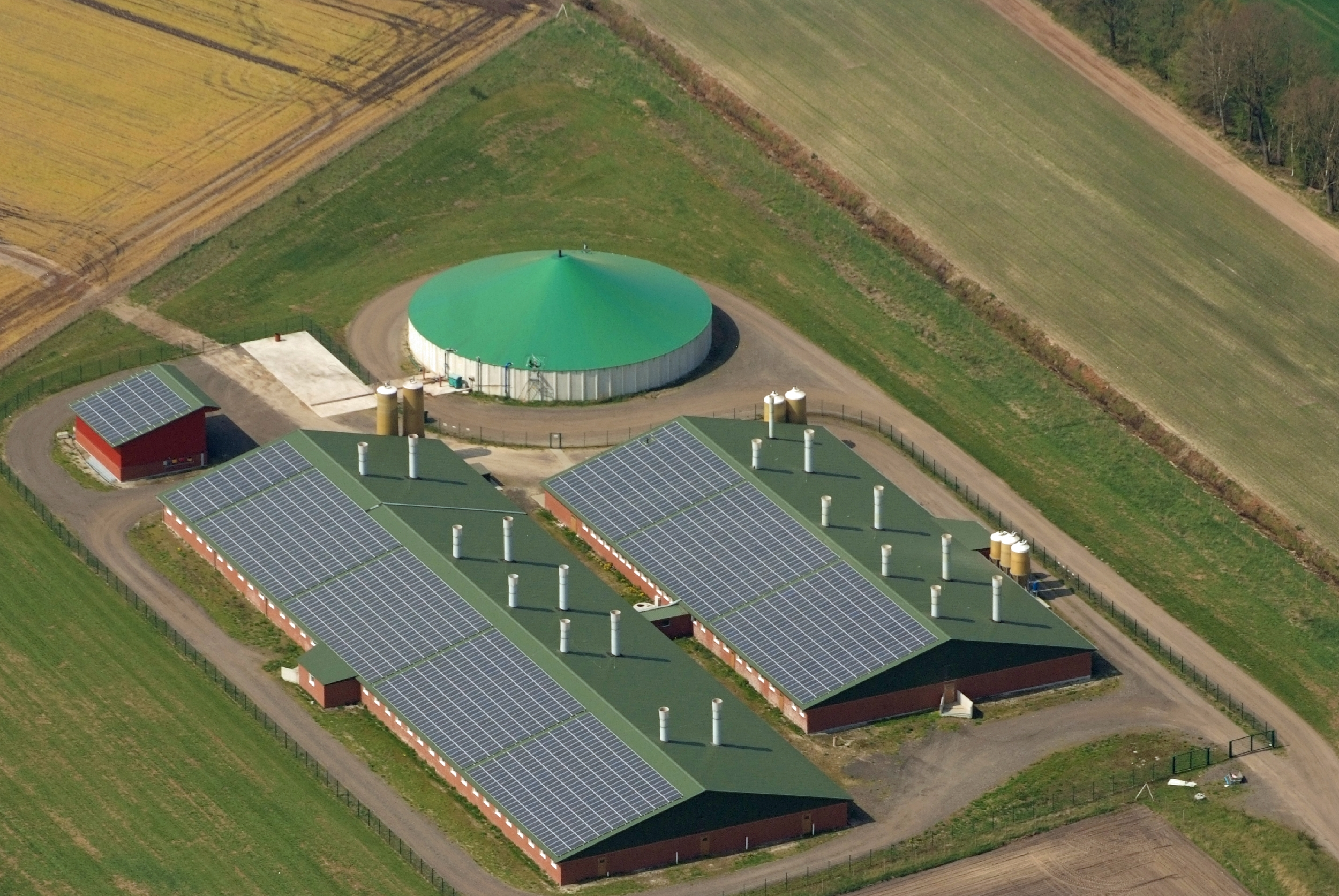
Exemplu de utilizare a energiilor regenerabile generate distribuit: o stație de producere a biogazului alimentată cu curent electric produs de panouri fotovoltaice amplasate pe acoperișuri

În acest context, termenul „tranziție energetică” cuprinde o reorientare a politicii energetice. Acest lucru ar putea cere o trecere de la generarea centralizată la cea distribuită. Apar și încercări de a înlocui supraproducția⁠(d) și consumul de energie care poate fi evitat prin măsuri de economisire a energiei, precum și o utilizare eficientă a energiei⁠(d).
Tranzițiile istorice de la lemn, apă și energie eoliană furnizate local la combustibili fosili și nucleari furnizați la nivel global au determinat creșterea cererii prin extinderea rapidă a cercetării, educației și standardizării în inginerie. Mecanismele schimbărilor întregului sistem au determinat apariția unei noi abordări de către ingineri, antreprenori, cercetători și cadre didactice.
Totuși, s-a susținut că termenul este un simplu slogan și că din 2024, în loc de tranziție,  utilizarea tuturor formelor de energie primară a crescut.

## Exemple de tranziții energetice din trecut

De-a lungul secolelor, consumul de energie a evoluat de la arderea lemnului la combustibili fosili (cărbune, petrol, gaze naturale), iar în ultimele decenii la energia nucleară, hidroelectricitate și a altor surse de energie regenerabilă

Abordările istorice ale tranzițiilor energetice din trecut sunt descrise în două moduri. Unul susține că în trecut omenirea a avut mai multe tranziții energetice, în timp ce celălalt sugerează că termenul „adăugarea de energie” reflectă mai bine schimbările în utilizarea energiei în ultimele trei secole.
Primul mod a fost descris pe larg de către Vaclav Smil. Se subliniază modificarea mixului energetic al țărilor și a economiei globale. Privind datele în procente din sursa de energie primară utilizată într-un context dat, acesta prezintă o imagine a sistemelor energetice ale lumii ca s-au schimbat semnificativ de-a lungul timpului, trecând de la biomasă la cărbune, petrol și acum un amestec de cărbune, petrol și gaze naturale. Până în anii 1950, mecanismul economic din spatele sistemelor energetice a fost mai degrabă unul local decât unul global.
Al doilea mod a fost descris pe larg de Jean-Baptiste Fressoz. Se subliniază că termenul „tranziție energetică” a fost folosit pentru prima dată de politicieni, nu de istorici, pentru a descrie un obiectiv de atins în viitor – nu ca un concept de analiză a tendințelor trecute. Când se are în vedere cantitatea imensă de energie utilizată de omenire, imaginea este una a consumului în continuă creștere a tuturor surselor principale de energie disponibile. De exemplu, utilizarea crescută a cărbunelui în secolul al XIX-lea nu a înlocuit consumul lemnului, care a fost ars în cantitate mai mare. Un alt exemplu este progresul automobilelor personale în secolul al XX-lea. Această evoluție a declanșat o creștere atât a consumului de petrol (pentru a acționa mașinile), cât și a consumului de cărbune (pentru a produce oțelul necesar mașinilor). Cu alte cuvinte, conform acestei abordări, omenirea nu a efectuat niciodată o singură tranziție energetică în istoria sa, ci a efectuat mai multe adăugări de energie.
Tranziția energetică contemporană diferă cu privire la motive, obiective și acțiuni guvernamentale. Pe măsură ce dezvoltarea progresa, diferitele sisteme naționale au devenit din ce în ce mai integrate, devenind marile sisteme internaționale de astăzi. Schimbările istorice ale sistemelor energetice au fost studiate pe larg. În timp ce schimbările energetice istorice au avut loc în perioade lungi, care s-au desfășurat pe parcursul a mai multor decenii, acest lucru nu este valabil pentru tranziția energetică actuală, care se desfășoară în condiții politice și tehnologice foarte diferite.
Pentru sistemele energetice actuale, multe lecții pot fi învățate din istorie. Nevoia de cantități mari de lemn de foc în procesele industriale din epocă, împreună cu costurile prohibitive pentru transportul său au condus la un deficit de lemn (la prețuri accesibile), iar fabricile de sticlă din secolul al XVIII-lea „funcționau ca o întreprindere de defrișare”. Când Marea Britanie a trebuit să recurgă la cărbune după ce a rămas aproape fără lemn, criza combustibilului rezultat a declanșat un lanț de evenimente care două secole mai târziu au culminat cu revoluția industrială. Similar, utilizarea sporită a turbei și cărbunelui au fost elemente vitale care au deschis calea pentru Epoca de Aur Neerlandeză, care a durat aproximativ întregul secol al XVII-lea. Un alt exemplu în care epuizarea resurselor⁠(d) a determinat schimbări tehnologice și o trecere către noi surse de energie este vânătoarea de balene⁠(d) din secolul al XIX-lea: uleiul de balenă a fost în cele din urmă înlocuit cu kerosen și alte produse derivate din petrol. Pentru a accelera tranziția energetică, se poate imagina că vor exista achiziții guvernamentale sau sprijin financiar pentru reconversia zonelor în care se extrage cărbune.

## Motivații pentru trecerea la energiile actuale

### Atenuarea schimbărilor climatice și beneficiile suplimentare
Pentru a atenua efectele schimbărilor climatice⁠(d), este necesară o tranziție energetică rapidă către surse cu emisii de carbon foarte scăzute sau zero.:66:11 Arderea cărbunelui, petrolului și gazelor reprezintă 89 % din emisiile de CO2:20 și încă sunt sursa a 78 % din consumul de energie primară⁠(d).:12
În ciuda cunoștințelor despre riscurile schimbărilor climatice și a numărului tot mai mare de politici climatice adoptate începând cu anii 1980, totuși, tranzițiile energetice nu s-au accelerat către decarbonizare dincolo de tendințele istorice și rămân departe de a atinge obiectivele climatice.
Implementarea energiei regenerabile poate genera beneficii: efecte socio-economice pozitive asupra ocupării forței de muncă, dezvoltării industriale, sănătății și accesului la energie. În funcție de țară și de scenariul de desfășurare, înlocuirea termocentralelor pe cărbune poate dubla numărul de locuri de muncă per MW. Tranziția energetică ar putea crea multe locuri de muncă verzi⁠(d), de exemplu în Africa. Costurile pentru recalificarea lucrătorilor pentru industria energiei regenerabile s-au dovedit a fi reduse atât pentru cărbune în SUA, cât și la nisipurile petrolifere din Canada. Acestea din urmă ar solicita doar realocarea a 2–6 % din subvențiile federale, provinciale și teritoriale pentru petrol și gaze pentru un singur an pentru a asigura lucrătorilor din petrol și gaze o nouă carieră cu un salariu aproximativ echivalent. În zonele rurale neelectrificate, implementarea minirețelelor solare poate îmbunătăți semnificativ accesul la energie electrică.
Oportunitățile de angajare în tranziția ecologică sunt în domeniul utilizării surselor de energie regenerabilă sau în construcții pentru îmbunătățirea și renovarea infrastructurii.

### Securitatea energetică
Un alt factor important este securitatea și independența energetică, cu o importanță tot mai mare în Europa și Taiwan din cauza [[Invazia Rusiei în Ucraina (2022–prezent) |invadării din 2022 a Ucrainei de către Rusia]]. Spre deosebire de dependența Europei din anii 2010 de gazul rusesc, chiar dacă China încetează să furnizeze panouri solare, cele deja instalate continuă să genereze electricitate. Armatele folosesc și dezvoltă vehicule electrice, în special pentru „invizibilitatea” lor, dar nu și tancuri. Începând cu 2023, energia regenerabilă din Taiwan este mult prea mică pentru a ajuta în cazul unei blocade.
Instalațiile centralizate, cum ar fi rafinăriile și termocentralele pot fi scoase din funcțiune printr-un atac aerian, în timp ce, deși instalațiile solare pot fi atacate cele solare și eoliene descentralizate sunt mai puțin vulnerabile. Instalațiile solare și bateriile reduc riscurile la care sunt expuse convoaiele de combustibil. Totuși, marile hidrocentrale sunt vulnerabile. Unii spun că este puțin probabil ca centralele nucleare să fie ținte militare, dar alții spun că centralele nucleare civile din zonele de război pot fi preluate și exploatate de forțele ostile nu doar pentru a împiedica aprovizionarea cu energie (afectând moralul adversarului), ci și pentru a șantaja factorii de decizie din statul atacat și aliații lor internaționali cu o imagine a dezastrului nuclear provocat de om.

### Dezvoltarea economică
Pentru multe economii în curs de dezvoltare, de exemplu în țările bogate în minerale din Africa Subsahariană, tranziția la energiile regenerabile se preconizează că va deveni un motor al dezvoltării economice durabile. Agenția Internațională pentru Energie (AEI) a identificat 37 de minerale ca fiind esențiale pentru tehnologiile de energie curată și estimează că până în 2050 cererea globală pentru acestea va crește cu 235 %. Africa are rezerve mari de multe dintre aceste așa-numite „minerale verzi”, cum ar fi bauxita, cobaltul, cuprul, cromul, manganul și grafitul. Uniunea Africană a conturat un cadru politic, Africa Mining Vision, pentru a valorifica rezervele minerale ale continentului în urmărirea dezvoltării durabile și a transformării socio-economice. Atingerea acestor obiective necesită ca economiile africane bogate în minerale să treacă de la exportul de materii prime la fabricarea de produse cu valoare adăugată mai mare.

### Competitivitatea costurilor energiilor regenerabile
Din 2010 până în 2019, competitivitatea energiei eoliene și solare a crescut substanțial. Costurile unitare ale energiei solare au scăzut brusc cu 85 %, ale energiei eoliene cu 55 % și ale bateriilor litiu-ion cu 85 %.:11 Acest lucru a făcut ca energia eoliană și solară să fie în multe regiuni cea mai ieftină formă pentru instalațiile noi. Costurile nivelate pentru energia eoliană sau solară combinată pe uscat cu stocare pentru câteva ore sunt deja mai mici decât pentru termocentralele de vârf⁠(d) pe gaz. În 2021, noua capacitate de generare a energiei electrice din surse regenerabile a depășit 80 % din toată puterea instalată.:3

## Tehnologii și abordări cheie
Reducerile de emisii necesare pentru a menține încălzirea globală sub 2 °C vor necesita o transformare la nivelul întregului sistem a modului în care energia este produsă, distribuită, stocată și consumată.:46 Ca o societate să înlocuiască o formă de energie cu alta, în sistemul energetic trebuie să se schimbe mai multe tehnologii și abordări.:202–203
Multe căi de atenuare a schimbărilor climatice au în vedere trei aspecte principale ale unui sistem de energie cu emisii reduse de carbon:
- Utilizarea surselor de energie cu emisii reduse pentru a produce energie electrică;
- Electrificarea – adică utilizarea sporită a electricității în loc de arderea directă a combustibililor fosili;
- Adoptarea accelerată a măsurilor de eficiență energetică.[81]:7.11.3

### Energie regenerabilă
Cele mai importante surse de energie în tranziția energetică cu emisii scăzute de carbon sunt energia eoliană și cea solară. Acestea ar putea reduce emisiile nete cu 4 miliarde de tone de CO2 echivalent în fiecare an, jumătate dintre acestea având costuri nete pe durata de viață mai mici decât cele de referință.:38 Alte surse de energie regenerabilă sunt energia din biomasă, energia geotermică și energia mareelor, dar în prezent au costuri nete mai mari pe durata de viață.:38
Până în 2022 hidroelectricitatea era cea mai mare sursă de energie electrică regenerabilă din lume, furnizând în 2019 16 % din totalul electricității mondiale. Însă, din cauza dependenței mari de geografie și a impactului general ridicat al hidrocentralelor asupra mediului și a societății, potențialul de creștere al acestei resurse este limitat. Se consideră că energia eoliană și solară au un potențial mai mare de creștere, dar necesită teren mult și multe materiale. Aceste surse au crescut aproape exponențial în ultimele decenii datorită scăderii rapide a costurilor. În 2019, energia eoliană a furnizat 5,3 % din energia electrică la nivel mondial, iar energia solară a furnizat 2,6 %.
În timp ce producția de la majoritatea tipurilor de hidrocentrale poate fi dirijată activ, producția din energia eoliană și solară depinde de vreme. Rețelele electrice trebuie extinse și ajustate pentru a evita risipa. Hidroenergia izolată este o sursă gestionabilă, în timp ce solară și eoliană sunt surse de energie regenerabilă variabilă⁠(d). Aceste surse necesită compensare prin surse gestionabile sau prin energie stocată pentru a furniza energie electrică conform cererii, continuu și fiabil. Din acest motiv, tehnologiile de stocare joacă un rol cheie în tranziția la energia regenerabilă. Începând din 2020, cea mai mare tehnologie de stocare sunt hidrocentralele cu pompaj, reprezentând marea majoritate a capacității de stocare a energiei instalate la nivel mondial. Alte forme importante de stocare a energiei sunt bateriile electrice și stocarea energiei în gaze combustibile.
Raportul Electricity Grids and Secure Energy Transitions (în română Rețele electrice și tranziții energetice sigure) al AIE subliniază necesitatea creșterii investițiilor în rețea de la 300 de miliarde de dolari la peste 600 de miliarde de dolari anual până în 2030, pentru a permite integrarea energiei regenerabile. Până în 2040, rețeaua trebuie să se extindă cu peste 80 de milioane de kilometri pentru a gestiona sursele regenerabile, rețele care se estimează că vor avea peste 80 % din creșterea globală a capacității de stocare în următoarele două decenii. Eșecul îmbunătățirii în timp util a infrastructurii rețelei ar putea duce la încă 58 de gigatone de emisii de CO2 până în 2050, riscând semnificativ o creștere a temperaturii globale cu 2 °C.

#### Integrarea surselor de energie regenerabile cu producție variabilă
Odată cu integrarea energiei regenerabile, producția locală de energie electrică devine din ce în ce mai variabilă. Pentru a putea folosi cote mari de surse regenerabile (eoliene și solare) în sistemele energetice s-au recomandat combinarea tehnologiilor, stocarea energiei, rețelele inteligente⁠(d), gestionarea cererii⁠(d), biocombustibilii, electroliza apei:28 și dezvoltarea rețelelor electrice pe suprafețe și distanțe mari⁠(d). Acest lucru reduce dependența de condițiile meteorologice locale.
Având prețuri foarte variabile, stocarea energiei electrice și extinderea rețelei devin mai competitive. Cercetătorii au afirmat că „până în 2030 costurile pentru integrarea surselor variabile de energie regenerabilă în sistemele electrice sunt de așteptat să devină mici”.:39 Însă „va fi mai dificil ca sistemele energetice să funcționeze cu energie regenerabilă”.:28
Fluctuațiile rapide cresc la o integrare ridicată a energiei eoliene și solare. Acestea trebuie compensate prin rezerve operaționale. Marile baterii pot reacționa în câteva secunde și sunt din ce în ce mai folosite pentru a menține rețeaua electrică stabilă.

### Energie nucleară

Cronologia capacităților nucleare puse în funcțiune și dezafectate începând cu anii 1950

În anii 1970 și 1980, în unele țări energia nucleară a căpătat o pondere mare. În Franța și Slovacia mai mult de jumătate din energia electrică este nucleară. Este o sursă de energie cu emisii scăzute de CO2, dar cu riscuri și costuri în creștere. De la sfârșitul anilor 1990, implementarea acesteia a încetinit. Dezafectarea crește, deoarece multe reactoare sunt aproape de sfârșitul duratei lor de viață sau sunt dezafectate cu mult înainte din cauza sentimentelor antinucleare. Germania și-a oprit ultimele trei centrale nucleare până la jumătatea lui aprilie 2023. Pe de altă parte, China General Nuclear Power Group intenționează să producă 200 GW de energie nucleară până în 2035, produse de 150 de reactoare suplimentare.

### Electrificare
Odată cu trecerea la surse de energie curată, unde energia este generată sub formă de electricitate, utilizările finale ale energiei, cum ar fi transportul și încălzirea, trebuie electrificate pentru a funcționa cu aceste surse de energie curată. Concomitent cu această schimbare este necesară o refacere a rețelei pentru a putea transmite cantități mai mari din energia electrică generată la utilizatorii finali. Două domenii cheie ale electrificării sunt vehiculele electrice și pompele de căldură.
Este mai ușor să se producă energie electrică în mod durabil decât să se producă combustibili lichizi în mod durabil. Prin urmare, o modalitate de a face transportul mai durabil este utilizarea vehiculelor electrice. În timp ce în transportul feroviar și rutier tehnologia vehiculelor electrice este relativ matură, transportul electric în aviație și pe apă este încă la început de dezvoltare, prin urmare, combustibilii lichizi durabili pot avea un rol important de jucat în aceste sectoare.:139
O soluție durabilă pentru încălzire este cu (pompe de căldură acționate electric sau, mai puțin eficient, cu radiatoare electrice). AEI estimează că pompele de căldură asigură în prezent doar 5 % din cerințele de încălzire a spațiilor și a apei la nivel global, dar ar putea oferi peste 90 %. Utilizarea pompelor de căldură care au solul drept sursă rece nu numai că reduce consumul anual total de energie pentru încălzire și climatizare, ci și aplatizează curba cererii de electricitate prin eliminarea cerințelor extreme de energie electrică de vârf vara. Totuși, pompele de căldură și încălzirea cu rezistențe electrice nu vor fi suficiente pentru electrificarea cererilor de căldură industriale. Însă se așteaptă ca până în 2025 încălzirea electrică în industria chimică să fie implementată pe scară largă.

## Aspecte economice și geopolitice

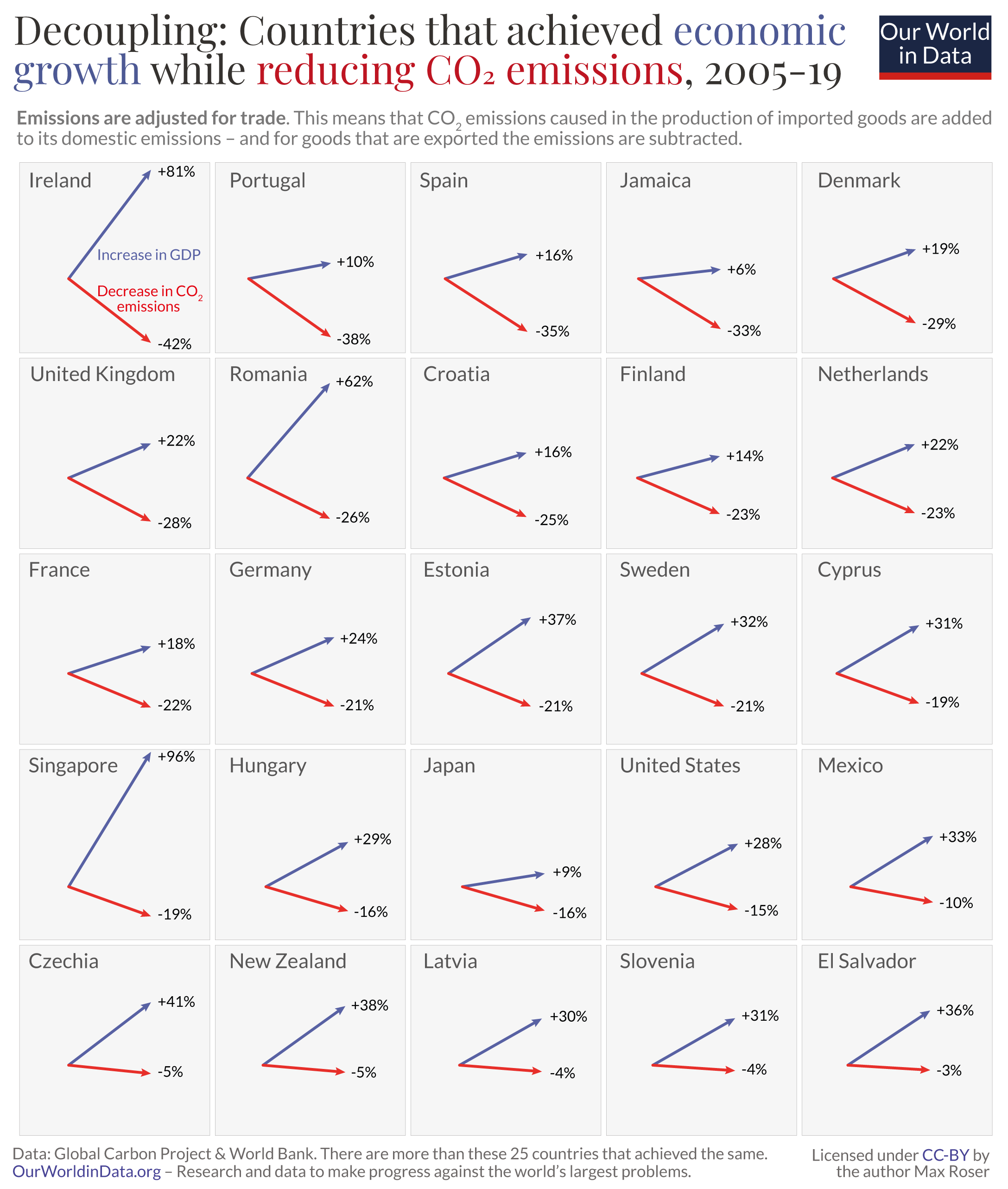
Țări care au reușit să-și reducă emisiile de gaze cu efect de seră (orientându-se spre o economie cu emisii scăzute de carbon) în timp ce își dezvoltă în continuare economia

O schimbare a surselor de energie are potențialul de a redefini relațiile și dependențele dintre țări, părți interesate și companii. Țările sau proprietarii de terenuri cu resurse – fosile sau regenerabile – se confruntă cu pierderi sau câștiguri masive în funcție de evoluția oricărei tranziții energetice. În 2021 costurile energiei au atins 13 % din produsul intern brut la nivel mondial. Rivalitățile globale au contribuit la forțele motrice ale economiei din spatele tranziției la energii cu emisii reduse de carbon. Inovațiile tehnologice dezvoltate într-o țară au potențialul de a deveni o forță economică.

### Influențe

În SUA acceptarea fermelor eoliene și solare în zona cuiva este mai mare în rândul democraților (albastru), în timp ce acceptarea centralelor nucleare este mai mare în rândul republicanilor (roșu)

Discuția privind tranziția energetică este puternic influențată de industria care prelucrează combustibilii fosili. O modalitate prin care companiile petroliere își pot continua activitatea în ciuda preocupărilor crescânde de mediu, sociale și economice este făcând lobby la guvernele locale și naționale.
Istoric, lobby-ul combustibililor fosili⁠(d) a avut mare succes în limitarea reglementărilor. Din 1988 până în 2005, ExxonMobil, una dintre cele mai mari companii petroliere din lume, a cheltuit aproape 16 milioane de dolari în activități de lobby împotriva schimbărilor climatice și pentru a furniza publicului larg informații înșelătoare despre schimbările climatice. Industria combustibililor fosili dobândește un sprijin semnificativ prin structura bancară și de investiții existentă. Conceptul că industria combustibililor fosili nu ar mai trebui susținută financiar a condus la mișcarea socială cunoscută sub numele de dezinvestire⁠(d). Aceasta este definită ca retragerea capitalului investit în acțiuni, obligațiuni sau fonduri ale companiilor de petrol, cărbune și gaz, atât din motive morale, cât și financiare.
Băncile, firmele de investiții, guvernele, universitățile, instituțiile și întreprinderile sunt toate confruntate cu acest nou argument moral împotriva investițiilor lor în industria combustibililor fosili. Multe dintre ele, precum Rockefeller Brothers Fund, Universitatea din California, New York City și altele, au început să facă trecerea către investiții mai durabile și mai ecologice.
În 2024 Agenția Internațională pentru Energie Regenerabilă (IRENA) a preconizat că până în 2050 peste jumătate din energia lumii va fi transportată sub formă de electricitate și peste trei sferturi din mixul energetic global va fi din surse regenerabile. Deși prevăzuți a fi depășiți atât de biomasă, cât și de hidrogenul curat, combustibilii fosili erau încă prevăzuți să furnizeze 12 % din energie. Se preconizează că tranziția va remodela puterea geopolitică prin reducerea dependenței de comerțul cu combustibili fosili pe distanțe lungi și prin sporirea importanței piețelor regionale de energie.

## Aspecte sociale și de mediu

### Impact
Tranziția la energia regenerabilă poate avea urmări sociale negative pentru unii oameni care se bazează pe economia energetică existentă sau care sunt afectați de exploatarea mineralelor necesare tranziției. Acest lucru a condus la apeluri pentru o tranziție justă⁠(d), pe care IPCC o definește ca fiind „Un set de principii, procese și practici care urmăresc să se asigure că niciun popor, lucrător, loc, sectoare, țări sau regiuni nu sunt lăsate în urmă în tranziția la o economie cu emisii reduse de carbon⁠(d)”.
Utilizarea surselor locale de energie poate stabiliza și stimula unele economii locale, să creeze oportunități de comerț cu energie între comunități, state și regiuni, și să crească securitatea energetică.
Exploatarea cărbunelui este importantă din punct de vedere economic în unele regiuni, iar o tranziție către surse regenerabile ar scădea viabilitatea acestora și ar putea avea un impact grav asupra comunităților care se bazează pe această activitate. Nu numai că aceste comunități se confruntă deja cu sărăcia energetică, dar se confruntă și cu colapsul economic atunci când întreprinderile miniere de cărbune se mută în altă parte sau dispar cu totul. Acest sistem deteriorat perpetuează sărăcia și vulnerabilitatea care scade capacitatea de adaptare⁠(d) a comunităților miniere de cărbune. Potențiala atenuare ar putea include extinderea gamei de programe pentru comunitățile vulnerabile pentru a ajuta cu noi programe de formare, oportunități de dezvoltare economică și subvenții pentru a ajuta la tranziție.
Exploatarea crescută a litiului, cobaltului, nichelului, cuprului și a altor minerale esențiale necesare pentru extinderea infrastructurii de energie regenerabilă a creat în unele comunități conflicte privind mediul și oportunitatea.

### Forța de muncă
O mare parte din forța de muncă globală lucrează direct sau indirect pentru o economie orientată spre combustibilii fosili. Mai mult decât atât, multe alte industrii depind în prezent de surse de energie nesustenabile (cum ar fi siderurgia sau industria cimentului). Tranziția acestor forțe de muncă în timpul perioadei rapide de schimbări economice necesită o gândire și o planificare considerabile. Mișcarea internațională a muncii a pledat pentru o tranziție justă, care să abordeze aceste preocupări.
Recent, a avut loc o criză energetică a țărilor Europei ca urmare a dependenței de gazul natural al Rusiei, care a fost întrerupt în timpul războiului dintre Rusia și Ucraina.
Acest lucru arată că omenirea este încă puternic dependentă de sursele de energie provenite din combustibili fosili și ar trebui să se aibă grijă pentru a avea o tranziție lină, mai puține șocuri cauzate de deficitul de energie, care paralizează chiar eforturile de a dinamiza eficient tranziția.

## Riscuri și piedici
Printre problemele cheie de luat în considerare în legătură cu ritmul tranziției globale la sursele regenerabile este cât de bine companiile electrice individuale sunt capabile să se adapteze la realitatea în schimbare a sectorului energetic. De exemplu, până în prezent, absorbția surselor regenerabile de către utilitățile electrice a rămas lentă, împiedicată de investițiile continue în capacitatea de producție a combustibililor fosili.
Reglementările incomplete privind consumul de energie curată și preocupările legate de penuria de electricitate au fost identificate ca piedici în calea tranziției energetice în economiile dependente de cărbune și în curs de dezvoltare rapidă, cum ar fi Vietnam.
Cercetătorii au constatat că sentimentele sociale ale rezidenților din SUA s-au dovedit a fi piedici pentru tranziția energetică. Departamentul de Energie al SUA a planificat ca energia eoliană să furnizeze 35 % din energia din rețeaua electrică până în 2050, fapt care aduce proiectele de energie eoliană mai aproape de comunități. Sentimentele de opoziție față de energia eoliene în comunitățile locale sunt determinate de sunetul supărător, efectele percepute asupra sănătății și alterarea peisajelor și priveliștilor pitorești.
Aspectele economice anticipate sunt considerate a fi cea mai influentă variabilă în percepția asupra dezvoltării propuse a energiei eoliene. Piedicile economice în calea acceptării energiei regenerabile sunt majorarea taxelor locale, creșterea tarifelor la energie electrică, scăderea turismului, impactul asupra valorii proprietății și inegalitatea de distribuție. Totuși, dezvoltarea economică rurală, crearea de locuri de muncă, oportunitățile de investiții și viitoarele costuri mai mici ale energiei electrice reprezintă beneficii posibile.